# آتش‌سوزی جنگل‌های زاگرس
آتش‌سوزی جنگل‌های زاگرس مراتع و مناطق حفاظت شده در جنوب و غرب زاگرس را شامل می‌شود. سه استان کانون اصلی این اتش‌سوزی هستند و اصلی‌ترین آتش‌سوزی‌ها در مناطق منطقه حفاظت شده کوه دیل و خائیز در استان کهگیلویه و بویراحمد و منطقه شکارممنوع کوه‌سیاه در استان بوشهر است.

## جغرافیا
جنگل‌های زاگرس با گستردگی در ۱۱ استان کشور با شش میلیون هکتار مساحت، ۴۰ درصد جنگل‌های ایران را تشکیل می‌دهند که حدود ۷۰ درصد تیپ گونه‌های جنگلی زاگرس را بلوط‌ها شامل می‌شوند و سایر گونه‌های درختی این جنگل‌ها افرا، کیکم، بنه، زبان گنجشک، گلابی وحشی، ولیک، ارغوان، انواع بادام و دیگر درختان است. جنگل‌های بلوط منطقه زاگرس از شمال غربی ایران آغاز و به جنوب غرب ایران می‌رسد.

## علت
در دهه‌های اخیر یک ششم مساحت جنگل‌های زاگرس به دلایل گوناگون از بین رفته‌است.
بر طبق آمارهای منابع طبیعی استان، ۷۵ فقره آتش‌سوزی در جنگل‌های استان کهگیلویه و بویراحمد در سال ۹۵ رخ داده که در این آتش‌سوزی‌ها ۹۵۰ هکتار از جنگل‌های کهگیلویه وبویراحمد در آتش سوخت. همچنین در سال ۹۶ نیز تا پایان آذرماه، ۱۱۰ آتش‌سوزی در جنگل‌ها و مراتع استان رخ داد که در آنها، ۷۰۰ هکتار از جنگل‌های استان در آتش سوخت. در سال ۹۸ نیز ۳۶۴ هکتار از جنگل‌ها و مراتع استان دچار آتش‌سوزی شده‌است. به گفته مدیرکل حفاظت محیط زیست کهگیلویه و بویراحمد عامل اغلب آتش‌سوزی‌ها را در سال گذشته عامل انسانی بیان کرده‌است و یکی از دلایل اصلی آتش‌سوزی در این مناطق را آتش زدن کاه و کلش مزارع کشاورزی است.
وزش باد شدید، دسترسی سخت منطقه، وسعت زیاد، شرایط بالای علوفه‌ای مراتع، در کنار کمبود نیروی انسانی و تجهیزات پشتیبانی در عدم مهار و کنترل حریق نقش بسزایی دارند.

## وسعت
۵۰۰ هکتار از جنگل‌های زاگرس، در استان کهگیلویه و بویراحمد دچار آتش‌سوزی شده‌اند.

## مناطق

### منطقه حفاظت‌شده کوه دیل
جنگل‌ها و مناطق منطقه حفاظت شده کوه دیل از روز جمعه ۲ خرداد دچار آتش‌سوزی شد
 که به علت بی‌توجهی مسولین استانی آتش‌سوزی شدت گرفت و از کنترل خارج شد در تاریخ ۹ خرداد با درخواست معاونت جنگل‌ها و مراتع کشور بالگردهای ارتش برای مهار آتش‌سوزی به کمک آمدند اما به علت مجهر نبودن به سطل پمپی آب پاشی کار آمد نبودند و صرفاً جهت جابجایی نیروهای داوطلب و پشتیبانی انسانی بکار گرفته شد.
یکی از نیروهای داوطلب به نام البرز زارعی براثر شدت آتش و آسیب وارده ناشی از سوختگی چند هفته بعد در روز جمعه ۳۰ خرداد جان باخت.
آتش‌سوزی کوه دیل پس از ۱۰ روز در تاریخ دوشنبه ۱۲ خرداد مهارشد.
بر اساس برآورد ریس اداره حفاظت از محیط زیست گچساران میزان وسعت آتش‌سوزی منطقه جنگلی و گونه‌های گیاهی منطقه حفاظت شده کوه دیل ۱۰ هکتار  برآورد شد.

### خائیز
منطقه خائیز حد مرز بین استان خوزستان و استان کهگیلویه و بویراحمد است. منطقه حفاظت شده خائیز با مساحتی بیش از ۳۳ هزار هکتار در ۱۵ کیلومتری دهدشت قرار دارد و از جنوب به بهبهان، از شرق به پل پادوک در خیرآباد گچساران و از غرب به سد مارون متصل می‌شود. آتش‌سوزی از پنج شنبه ۸ خرداد ۹۹ در بخشی از جنگل‌های ضلع شمالی خائیز آغاز شده‌است. آتش‌سوزی از سمت بهبهان در استان خوزستان شروع شده و به علت اینکه به موقع مهار نشد به محدوده استان کهگیلویه و بویراحمد سرایت کرده و به ارتفاعات رسیده و گسترش یافته‌است.
علت آتش‌سوزی اختلاف دو دامدار ساکن در حاشیه کوه خائیز بیان شده که با وجود حضور نیروهای مردمی، تشکل‌های مردمی و دستگاه‌های اجرایی به دلیل شدت وزش باد شعله‌های آتش فوران‌تر می‌شود.

### استان بوشهر
در ارتفاعات منطقه شکارممنوع کوه‌سیاه در بوشکان شهرستان دشتستان استان بوشهر، علت آتش‌سوزی، صاعقه اعلام شده‌است. یک روز پس از آتش‌سوزی دو بالگرد از استان فارس برای کمک به منطقه ارسال شده که هر دو دچار نقص فنی شدند و نتوانستند کوه سیاه را از دهان آتش بیرون بکشند و آتش به سمت دیگر مناطق استان رفته‌است.
کوه سیاه از روز چهارشنبه ۷ خرداد ۹۹ دچار آتش‌سوزی گسترده شد. این آتش‌سوزی خسارات زیادی به نخلستان‌های منطقه وارد کرد و دست کم ۳۰۰ نخل در آتش سوخته‌است. آتش نهایتاً ۱۰ خرداد مهار شد.
پیشتر آتش‌سوزی منطقه دهرود دشتستان و کوه‌های بیرمی منطقه خائیز تنگستان نیز باعث سوختن ۶۲۰ هکتار از مراتع این مناطق شد.
در ماه‌های فروردین و اردیبهشت نیز ۳۱ مورد حادثه آتش‌سوزی در مراتع استان بوشهر به وقوع پیوسته و ۱۹۴ هکتار از مراتع استان دچار آتش‌سوزی شده‌است.

## روزشمار
روز یکشنبه ۱۱ خرداد ۱۳۹۹، آتش‌سوزی منطقهٔ حفاظت‌شدهٔ خائیز، دوباره از تنگه‌ای به سمت بهبهان شعله‌ور شده و در حال پیشروی است. تا کنون یکی از نیروهای اطفای حریق کشته و ۳ نفر مجروح شده‌اند. برای مهار آتش نیاز به بالگرد آب پاش دارند ولی تا کنون تعدادی از نیروهای مردمی برای خاموش کردن آتش حضور داشتند.
دوشنبه ۱۲ خرداد ۱۳۹۹، بعد از نزدیک به یک هفته، آتش‌سوزی در منطقه حفاظت شده خائیز واقع در استان کهگیلویه و بویراحمد، کنترل و خاموش شد.

## واکنش‌ها
- مدیرکل حفاظت محیط زیست کهگیلویه و بویراحمد گفت: آتشی که از غروب پنج شنبه هشتم خرداد ۹۹ به جان جنگل‌ها و مراتع کوه خائیز در شهرستان کهگیلویه افتاده در کمبود نیروی انسانی و لجستیکی همچنان یکه‌تازی می‌کند و به پیش می‌رود.[۴]
- معاون فرماندار کهگیلویه وضعیت منطقه حفاظت شده خائیز را «فوق‌العاده بحرانی» خوانده و از مدیریت بحران کشوری خواسته وارد عمل شود.[۵]